# Carrer d'Eduard Boscà
El carrer d'Eduard Boscà és un carrer de la ciutat de València situat a l'est de la ciutat. Forma part de la "Ronda de Trànsits", i separa els barris de Mestalla del distriste Pla del Real a l'oest i els del Camí Fondo i de Penya-roja del districte Camins al Grau a l'est.
Està dedicada a Eduard Boscà i Casanovas, metge i naturalista valencià de finals del segle xix i inicis del xx interessat en l'herpetologia i la botànica.
La parròquia de Santa Anna és a l'inici del carrer, molt pròxima a l'avinguda del Port. Prop de la fi del carrer, al carrer del Pintor Monleón hi ha les oficines del València Club de Futbol, i ja a la fi a l'encreuament amb el passeig de l'Albereda es troba l'edifici del Centre de Turisme de València (CdT) molt prop del Palau de la Música. Al centre de la intersecció giratòria hi ha una escultura en bronze "Homenatge al Llibre" de l'artista castellonenc Joan García Ripollés.
Donen servei al carrer les línies dels autobusos 2, 3, 4, 18, 89, 90, N8, N89 i N90 de l'EMT de València.